# ベンザミジン
ベンザミジン（Benzamidine）はトリプシン、トリプシン様酵素、セリンプロテアーゼの可逆的競合的拮抗薬である。
蛋白質のX線結晶構造解析の際に、目的の蛋白質が分解しないようリガンドとして用いられる。三角形のジアミン基がdifference density map上では“棒人間”の様に見える。